# Stanisław Kuniczak
Stanisław Bronisław Kuniczak (ur. 15 października 1900 we Lwowie, zm. 14 maja 1974 w Londynie) – podpułkownik dyplomowany artylerii Wojska Polskiego, w 1972 mianowany przez Prezydenta RP na uchodźstwie na stopień generała brygady.

## Życiorys
Urodził się 15 października 1900 we Lwowie, w rodzinie Jana i Emilii z Trojanowskich, córki powstańca styczniowego. W wieku sześciu lat przeniósł się z rodzicami do Wiednia i tam ukończył szkołę powszechną. Od 1910 ponownie mieszkał we Lwowie, gdzie podjął naukę w C. K. Gimnazjum VIII we Lwowie. 
Po wybuchu I wojny światowej w 1914 w wieku 14 lat wstąpił do Polskiej Organizacji Wojskowej we Lwowie. W lipcu 1916 przeszedł do służby w Legionach Polskich, będąc żołnierzem-kanonierem 1 pułku artylerii w składzie II Brygady, później w szeregach Polskiego Korpusu Posiłkowego. Po bitwie pod Rarańczą w połowie lutego 1918 został internowany w Huszt. Wcielony do armii austro-węgierskiej i 5 maja 1918 w szeregach 46 pułku artylerii ciężkiej wysłany na front włoski nad rzekę Piave.
W listopadzie 1918 wziął udział w obronie Lwowa w trakcie wojny polsko-ukraińskiej. Po wstąpieniu do Wojska Polskiego pełnił służbę w Szkole Podchorążych Artylerii i 1 pułku artylerii polowej Legionów (do grudnia 1920). W 1919 zdał egzamin dojrzałości. Podjął studia prawnicze na Wydziale Prawa Uniwersytetu Jana Kazimierza we Lwowie, które wkrótce przerwał i kontynuował karierę wojskową.
W latach 1920–1923 pełnił służbę w 29 pułku artylerii polowej w Grodnie. 10 listopada 1923 został przydzielony z Obozu Szkolnego Artylerii w Toruniu do 5 pułku artylerii polowej we Lwowie. W latach 1933–1935 był słuchaczem Kursu Normalnego Wyższej Szkoły Wojennej w Warszawie. Po ukończeniu studiów do 1939 kierował Ekspozyturą Nr IV Oddziału II Sztabu Głównego WP w Katowicach. W 1938 kierował placówką wywiadowczą „Boruta” w Wiedniu. Po anschlussie Austrii aresztowany przez Gestapo. Uwolniony na prośbę rządu polskiego, oficjalnie na prośbę władz niemieckich.
Ożenił się z Marią Georgeon, siostrą Ireny, która została żoną Wacława Kuchara, sportowca LKS Pogoń Lwów. Został kierownikiem sekcji piłkarskiej Pogoni Lwów, sędzią piłkarskim.
W czasie kampanii wrześniowej 1939 pełnił służbę w Oddziale II sztabu Armii „Kraków”. Po agresji ZSRR na Polskę przekroczył granicę polsko-rumuńską. W Bukareszcie został szefem tajnej ekspozytury RKW. Następnie przedostał się na zachód i wstąpił do Wojska Polskiego we Francji. W marcu i kwietniu 1940 przebywał na stażu we francuskim 9 Korpusie na odcinku lotaryńskim na Linii Maginota. Po upadku Francji przedostał się do Wielkiej Brytanii i został żołnierzem Polskich Sił Zbrojnych. Od lipca 1940 do grudnia 1943 był oficerem Oddziału II, potem Oddziału VI Sztabu Naczelnego Wodza w Londynie. Od grudnia 1943 do maja 1944 był wykładowcą w Wyższej Szkole Wojennej w Szkocji, a od maja 1944 do lutego 1945 szefem Oddziału III Operacyjnego Sztabu I Korpusu Polskiego. W lutym 1945 mianowany został zastępcą dowódcy 14 pułku artylerii lekkiej 4 Dywizji Piechoty.
Po demobilizacji osiadł w Londynie. Był założycielem w 1960 i od początku do końca życia pierwszym prezesem Koła Lwowian w Londynie. 3 czerwca 1971 Prezydent RP na Uchodźstwie, August Zaleski mianował go Ministrem Spraw Społecznych w rządzie Zygmunta Muchniewskiego. 4 maja 1972 Prezydent RP na Uchodźstwie, August Zaleski awansował na generała brygady. 18 lipca 1972 roku Prezydent RP na Uchodźstwie, Stanisław Ostrowski mianował go Ministrem Spraw Społecznych w rządzie Alfreda Urbańskiego. 30 stycznia 1974 Prezydent RP na Uchodźstwie, Stanisław Ostrowski mianował go Prezesem Najwyższej Izby Kontroli.

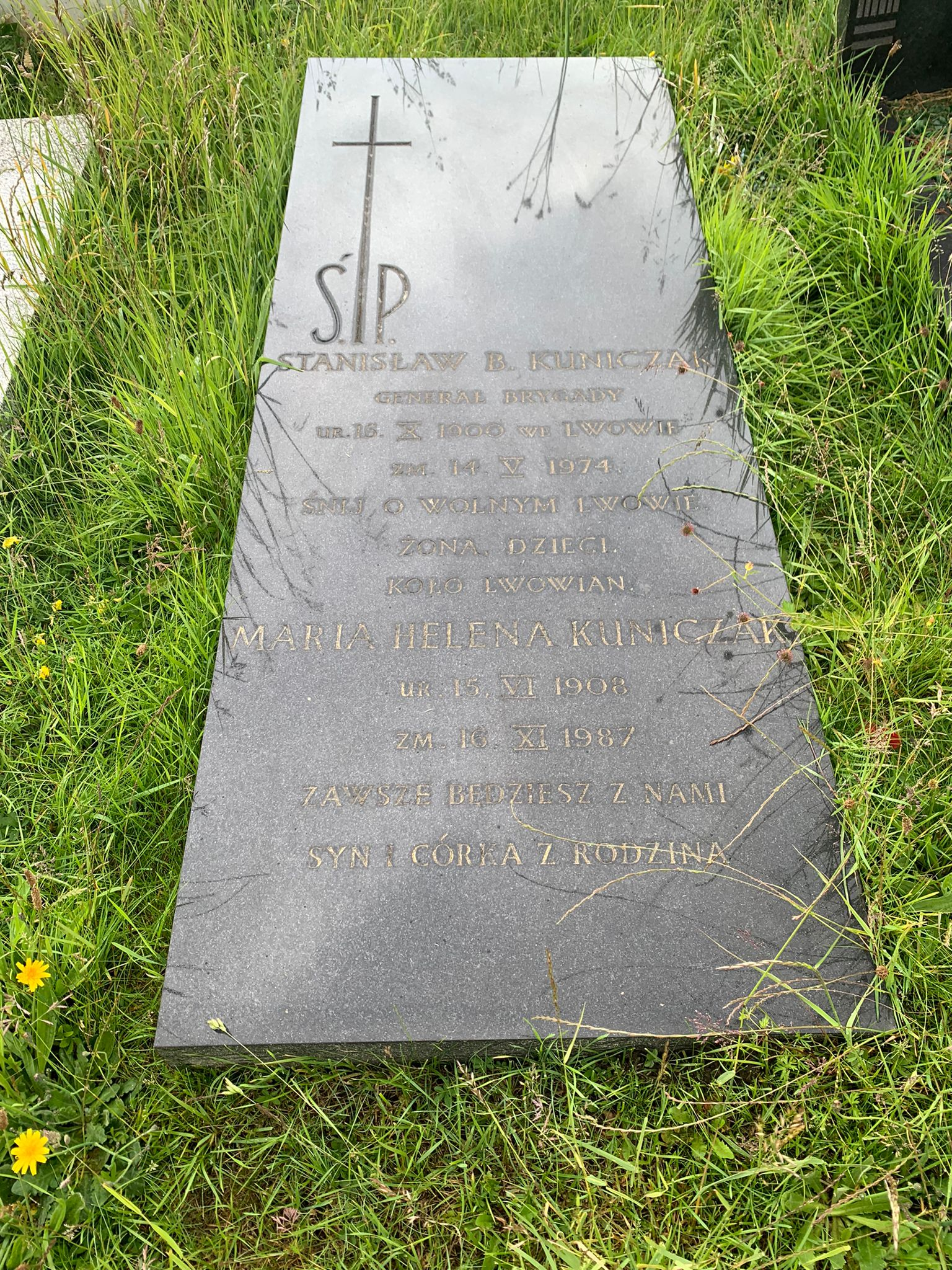
Grób Stanisława Kuniczaka

Ostatnie niespełna dwa miesiące przebywał w szpitalu w Londynie. Zmarł 14 maja 1974 w Londynie. Po mszy św. w kościele św. Andrzeja Boboli w Londynie 22 maja 1974 został pochowany na tamtejszym cmentarzu Chiswick New Cemetery (Block D, class A, gr. 103), a 15 listopada 1975 został poświęcony pomnik nagrobny.

## Awanse
- porucznik – 1 grudnia 1920
- kapitan – ze starszeństwem z dniem 1 stycznia 1931
- major – ze starszeństwem z dniem 19 marca 1938 i 46. lokatą w korpusie oficerów artylerii[12][13]
- podpułkownik – 1 marca 1944[14]
- pułkownik – 15 sierpnia 1964[14][15]
- generał brygady – 4 maja 1972[14]

## Ordery i odznaczenia
- Krzyż Komandorski z Gwiazdą Orderu Odrodzenia Polski (3 maja 1974)[16]
- Krzyż Komandorski Orderu Odrodzenia Polski (31 stycznia 1974)[16]
- Krzyż Oficerski Orderu Odrodzenia Polski
- Krzyż Kawalerski Orderu Odrodzenia Polski
- Złoty Krzyż Zasługi[1]
- Medal Niepodległości (19 grudnia 1933)[17]
- Srebrny Krzyż Zasługi (19 marca 1931)[18]
- Krzyż Armii Krajowej[1]
- Krzyż Wojenny 1941–1944 (1967, Jugosławia)[19]
- Złota odznaka honorowa Koła Lwowian w Londynie (1970)[20]
- Tytuł honorowego prezesa Gminy Polskiej Zachodniego Londynu (19 kwietnia 1970)[21]